# Éclipse solaire sur Pluton
 (mai 2008).
Si vous disposez d'ouvrages ou d'articles de référence ou si vous connaissez des sites web de qualité traitant du thème abordé ici, merci de compléter l'article en donnant les références utiles à sa vérifiabilité et en les liant à la section « Notes et références ».

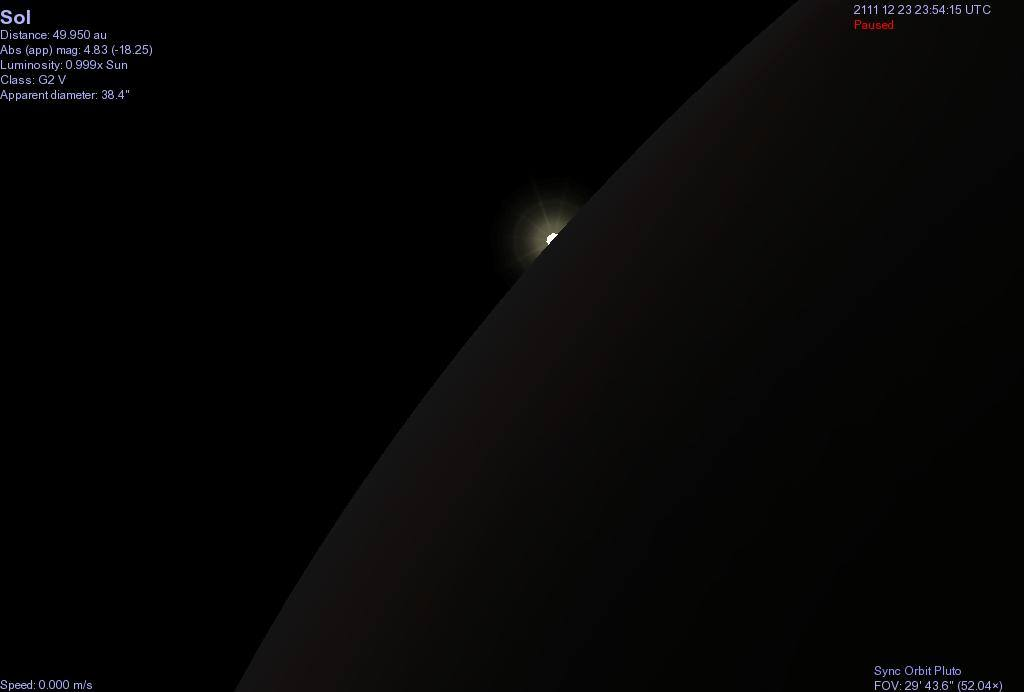
Vue d'artiste du Soleil disparaissant derrière la surface de Charon pendant l'éclipse solaire totale (fictive) du 23 décembre 2111.

Une éclipse solaire sur Pluton se produit lorsque l'un des satellites de cette planète naine — Charon, Hydre ou Nix — éclipse le Soleil, vu depuis la surface.

## Mécanique
Une éclipse ne peut se produire que lorsque les nœuds ascendant ou descendant des satellites, c’est-à-dire les points où leur orbite croise le plan de l'écliptique de Pluton, sont alignés avec la position apparente du Soleil vu depuis la planète naine, ce qui n'est possible qu'en deux endroits le long de l'orbite de Pluton. En revanche, les trois satellites partageant le même plan orbital, cette situation est possible en même temps pour tous les trois.

## Types d'éclipses
Charon possède un diamètre angulaire de 3 à 4° vu de la surface de Pluton. Le diamètre angulaire du Soleil étant lui de 40" à 1' (soit 200 fois moins), lors d'une éclipse, une grande proportion de la surface de Pluton connaît une éclipse totale. En revanche, les éclipses solaires partielles sont rares.
Hydre possède un diamètre angulaire de 2' à 8' et Nix de 3' à 10' (les tailles exactes de ces satellites ne sont pas encore connues). Des éclipses solaires sont donc également possibles pour ces deux objets, mais leur durée sera moindre que pour celles provoquées par Charon.

## « Saisons » d'éclipses
La dernière période pendant laquelle des éclipses solaires pouvaient se produire sur Pluton s'est tenue d'août 1985 à juin 1990. Vu de la Terre, Charon a également transité devant Pluton à chaque révolution, ce qui a permis d'affiner la mesure des diamètres des deux objets.
La prochaine période se produira entre juillet 2103 et mars 2117. Pendant cette période, une éclipse solaire se produira en au moins un point de la surface de Pluton à chaque révolution de Charon.
La durée maximale d'une telle éclipse est d'environ 90 min.